# 川面の夏の夜
『川面の夏の夜』（かわものなつのよる、Summer Night on the River）は、フレデリック・ディーリアスが1911年に作曲した管弦楽曲。1912年作曲の「春初めてのカッコウを聴いて」とともに、「小オーケストラのための2つの小品」を構成する。『川の上の夏の夜』とも。

## 概要
初演は1913年10月にライプツィヒで行われた。曲中で重要な役割を担う木管楽器には、高い技巧と豊かな感受性が要求され、これによりこの曲はディーリアス作品中でも最も演奏至難な楽曲のひとつとなっている。曲は夏の水面を飛び交う昆虫や、木々にかかる薄靄を想像させる情景描写である。

## 演奏時間
約6分半-7分

## 楽器編成
フルート2、オーボエ1、クラリネット2、ファゴット2、ホルン2、弦五部

## 楽曲構成
「非常に静かに」（Very quietly）との指示によって開始される。曲は揺れる川の水面を表すかのような、穏やかな音形に終止彩られている。練習番号3からはチェロ、練習番号4からはヴァイオリンとヴィオラからもソロが出て、夏の水辺の情景を奏でる。練習番号7からは「遠くで弱まっていくかのように、徐々に静かになっていく旋律」との指定があり、その直前の小節には「on the bridge」という発想表記も見られる。最後から4小節目の「静まっていく。」（Dying away.）の指定の通り、曲は静かに終わりを迎える。